# Campylospermum striatum
Campylospermum striatum là một loài thực vật có hoa trong họ Ochnaceae. Loài này được (Tiegh.) M.C.E.Amaral mô tả khoa học đầu tiên năm 2007.